# Cimulang
Cimulang is een bestuurslaag in het regentschap Bogor van de provincie West-Java, Indonesië. Cimulang telt 5815 inwoners (volkstelling 2010).